# نورمن آلدریج
نورمن آلدریج (انگلیسی: Norman Aldridge; ۲۱ فوریهٔ ۱۹۲۱ – ۱۴ ژانویهٔ ۲۰۰۷) بازیکن فوتبال اهل بریتانیا بود.
از باشگاه‌هایی که در آن بازی کرده‌است می‌توان به باشگاه فوتبال وست برومویچ آلبیون، باشگاه فوتبال آکسفورد یونایتد، و باشگاه فوتبال نورث‌همپتون تاون اشاره کرد.